# Lucio Nevio Aquilino
Lucio Nevio Aquilino (in latino: Lucius Naevius Aquilinus; fl. 249) fu un senatore e politico dell'Impero romano.

## Biografia
Originario dell'Italia o dell'Africa, ebbe probabilmente due figli: Nevio Balbino Aquilino (Naevius Balbinus Aquilinus), indicato in un'iscrizione come legato a Cartagine durante il proconsolato del padre, e Lucio Nevio Flavio Giuliano Tertullo Aquilino (Lucius Naevius Flavius Iulianus Tertullus Aquilinus).
Aquilino fu vir clarissimus e patrono della città di Thubursicum Bure, in Africa; nel 249 esercitò il consolato, divenendo poi proconsole d'Africa, probabilmente durante il regno di Gallieno.